# هیتوشی ناکاتا
هیتوشی ناکاتا (انگلیسی: Hitoshi Nakata؛ زادهٔ ۱۷ ژانویهٔ ۱۹۶۲) بازیکن فوتبال اهل ژاپن است.وی پسر حافظ رسیده می باشد